# Уайтли, Арки
А́рки Де́йя Уа́йтли (англ. Arkie Deya Whiteley; 6 ноября 1964, Лондон, Англия, Великобритания — 19 декабря 2001, Пальм-Бич, Сидней, Новый Южный Уэльс, Австралия) — австралийская актриса. 

## Личная жизнь

### Семья
- Отец — Бретт Уайтли (род.07.04.1939—ум.15.06.1992 от передозировки героина в 53-летнем возрасте), художник.
- Мать — Уэнди Сьюзан Уайтли (Джулиус)[англ.] (род.1941), художница.
- (Были женаты с 27 марта 1962 года по 15 мая 1989 года).

### Отношения
В 1995—1999 года Арки была замужем за Кристофером Каном. В декабре 2001 года, незадолго до своей смерти, Уайтли вышла замуж во второй раз — за Джима Эллиотта. 

### Смерть
37-летняя Арки скончалась после продолжительной борьбы с раком надпочечника 19 декабря 2001 года в Пальм-Бич (Сидней, Новый Южный Уэльс, Австралия).